# John H. Overton
John H. Overton (Marksville, 1875. szeptember 17. – Bethesda, 1948. május 14.) az Amerikai Egyesült Államok szenátora (Louisiana, 1933–1948).